# 安东尼·蒂格
安東尼·格雷厄姆·蒂格（英語：Anthony Graham Teague；1942年1月3日—），英裔韓國翻譯家，現居首尔市。

## 生平
1942年，安东尼生于英国康沃尔郡，他在牛津大学时主攻中世纪语言和现代语言。1969年加入了法国的泰泽修会。1977年前往菲律賓為平民窟服務，1980年5月，受首尔大主教金壽煥之邀，加入了韩国的兄弟会。他在首尔市的西江大学教授英国文学课程近三十年，同时翻译现代韩国文学作品、并撰写了大量文学与翻译相关的书籍和文章。
1988年，安东尼开始着手翻译韩国现代文学作品，并出版了大量译作。他翻译的作品大多来自韩国著名作家，如高银、李始荣、李文烈等。1991年，通过翻译高银的《校长安倍》，他获得了《韩国时报》现代韩国文学翻译奖，并于1996年开始至今一直担任该比赛评委。1994年加入韩国国籍，使用韩语名An Sonjae，它在韩语中是净土的意思，在大乘佛教佛经中有朝圣者之意。
2011年1月至2020年12月，安东尼一直担任皇家亚洲学会韩国分会的会长 。2008年10月，他因传播韩国文学贡献显著被授予韩国政府颁发的玉冠级文化勋章。2007年初，他适龄退休，如今是西江大学的荣誉教授和檀国大学的讲座教授。2015年，他被授予英国骑士勋章。

## 所获荣誉
- 韩国时报现代韩国文学翻译奖（1991年）
- 大山翻译奖（1995年）
- 大韩民国文学奖
- 韩文笔译奖
- 韩国政府玉冠级文化勋章（2008年）
- 英国骑士勋章（2015年）

## 外部連結
Brother Anthony's home page安东尼的主页。